# Investiturni boj
Investiturni boj ali investiturno tekmovanje je najpomembnejši konflikt med cerkvijo in državo v srednjeveški Evropi. Šlo je za nasprotje med cesarji in papeži v zvezi z laiško investituro, podeljevanjem službe in posesti škofom in opatom prek posvetne oblasti.
V 11. in 12. stoletju je vrsta papežev izpodbijala oblast evropskim monarhijam. Vprašanje je bilo kdo, papež ali monarhi, je imel pooblastilo za imenovanje lokalnega cerkvenega funkcionarja kot je škof in opat. Konflikt se je končal leta 1122, ko sta se cesar Henrik V. Nemški in papež Kalist II. dogovorila o konkordatu v Wormsu. Ta razlikuje med kraljevo in duhovno močjo in daje cesarju omejeno vlogo pri izbiri škofov. Rezultat se je zdel predvsem zmaga za papeža in njegove trditve, da je glavni Božji predstavnik na Zemlji. Vendar pa je cesar ohranil veliko moč nad Cerkvijo.
Investiturne polemike so se začele kot boj moči med papežem Gregorjem VII. (1072-1085) in Henrikom IV., svetim rimskim cesarjem (1056-1106). Kratek a pomemben boj za investituro je nastal tudi med Henrikom I. Angleškim in papežem Paschalom II. v letih 1103 do 1107 in vprašanje je igralo manjšo vlogo v bojih med cerkvijo in državo tudi v Franciji.

## Uvod
Papeška država je nastajala od 4. stoletja dalje iz cerkvenih posesti v južni in Srednji Italiji; to je bil tako imenovani Patrimonium Petri (dediščina sv. Petra). Do 7. stoletja je bila cerkvena država pod zaščito in vrhovno oblastjo bizantinskih cesarjev. Ko pa so Bizantinci izgubili oblast v severni in srednji Italiji, so njihovo vlogo do nastopa nemških cesarjev sredi 10. stoletja prevzeli frankovski vladarji.
Zelo dolgo so si papeži zaman prizadevali, da bi dosegli popolno suverenost nad svojo posestjo. Papeško ozemlje se je zaradi bojev z Bizantinci in Langobardi v 8. stoletju zelo zmanjšalo. Šele pod zaščito karolinških vladarjev se jim je posrečilo svoje ozemlje vse bolj utrditi in razširiti.
Svojo avtoriteto so poskušali uveljaviti tudi z raznimi ponarejenimi dokumenti, s katerimi so dokazovali pravico do ozemeljske samostojnosti in do vrhovne oblasti nad državnimi zadevami. Tako so na primer z dokumentom »Konstantinovo darilo« - pojavil se je sredi 8. stoletja - dokazovali, da je cesar Konstantin v 4. stoletju podaril papežu oblast nad Rimom, Italijo in nad celim svetom na zahodu. Kljub temu da so kmalu začeli dvomiti o verodostojnosti tega in drugih podobnih dokumentov, so jih papeži znova in znova poskušali uveljaviti.
V karolinški dobi sta ugled in moč zahodne cerkve zelo porasla, s tem pa tudi vloga rimskih škofov - papežev. S pobiranjem desetine, ki so jo morali dajati vsi pripadniki krščanske cerkve, in z dohodki cerkvenih posestev so postali papeži bogatejši kot vsi evropski vladarji. Cerkev je v vseh krščanskih državah postala največja lastnica zemlje.
Kot posvetni vladarji so imeli papeži svoje vazale in vojsko. Vazali so postali tudi mnogi evropski vladarji. Sčasoma je cerkev pridobila tudi monopol nad kulturo, pismenstvom in znanostjo.
Papeži so se z bizantinskimi patriarhi bojevali tudi za vodstvo v krščanskem svetu. Medsebojno rivalstvo, v katero so se vmešavali tudi posvetni vladarji, posebno bizantinski, je privedlo leta 1054 do dokončnega razcepa. K temu so privedle tudi velike vsebinske in organizacijske razlike med zahodno in vzhodno cerkvijo.
S propadanjem frankovske države so papeži izgubili varstvo in veljavo. V Italiji so fevdalci zasedali posesti cerkvene države in po svoji volji postavljali papeže. Tudi obnova cesarstva papeštvu ni koristila. Nemški cesar Oton I. Veliki je papeža sicer zaščitil pred samovoljo fevdalcev, hkrati pa si ga je podredil. Cesar je pridobil prvenstvo nad posvetno in cerkveno oblastjo, torej je imel univerzalno oblast. Kasnejši papeži so temu oporekali, to pa je privedlo do spopada, ki ga zgodovinarji označujejo kot boj za investituro.

## Investiturni boj
Papeži so v svojo korist podprli gibanje za reformo cerkve, ki se je pričelo med redovniki samostana Cluny. Njihov namen je bil cerkvi povrniti ugled in moč, odpraviti v njej grobo posvetnost, ki ni bila v skladu s krščanskimi načeli, in osvoboditi cerkev oblasti posvetnih vladarjev. Reformistično gibanje se je od srede 10. stoletja naglo širilo po Franciji, Angliji, Italiji in je zajelo tudi Nemčijo. Najodločneje se je za clunyjske reforme zavzel papež Gregor VII., izvoljen leta 1073. Njegov namen je bil vzpostaviti božjo državo s papežem kot vrhovnim fevdalnim gospodom. Na cerkvenih zborih (leta 1059 in leta 1075) so sprejeli večino clunyjskih zahtev. Med njimi je bila odprava laične investiture (papeža ne sme postavljati cesar, volijo ga kardinali, to so najvišji cerkveni dostojanstveniki, ki so ta naslov dobili od papeža; škofe voli stolna duhovščina). Uvedli so celibat (samsko življenje duhovnikov, kar naj bi preprečilo njihovo hlastanje po premoženju). Prepovedali so simonijo, tj. kupovanje cerkvenih služb. Latinščina naj bo edini jezik bogoslužja. Teh sklepov cesar Henrik IV. (1056-1106) ni hotel sprejeti, ravno tako ni priznal Gregorja VII. za papeža, ker ga ni sam postavil. S tem se je pričel investiturni boj. Papež je cesarja izobčil in preklel. Pri tem je računal na podporo številnih vladarskih vazalov, rimskega ljudstva in na nasprotja med nemškim cesarjem in visokim plemstvom. Henrik IV. se je papežu moral podrediti (pot v Canosso leta 1077) in sprejeti reformne sklepe. Tako je prišlo do kratkotrajnega premirja. Kljub temu da je kasneje Henrik IV. obračunal z Gregorjem VII., se je investiturni boj nadaljeval. Končal se je z wormskim konkordatom leta 1122, ki je uveljavil večino clunyjskih zahtev. Tako se je uresničila zahteva papežev, da mora biti cerkev neodvisna od posvetne oblasti. V Nemčiji je propadla državna cerkev.
V naslednjih stoletjih se je nadaljeval boj papežev za prevlado cerkve nad posvetno oblastjo.